# マーサ・ジョーンズ
マーサ・ジョーンズ（Martha Jones）は、イギリスのSFドラマ『ドクター・フー』の登場人物。10代目ドクターのコンパニオンであり、フリーマ・アジマンがシリーズ3『スミスとジョーンズ』から2009年スペシャル『時の終わり』まで演じた。なお、フリーマはシリーズ2『嵐の到来』でマーサの従妹アデロアの役も演じている。

## 人物

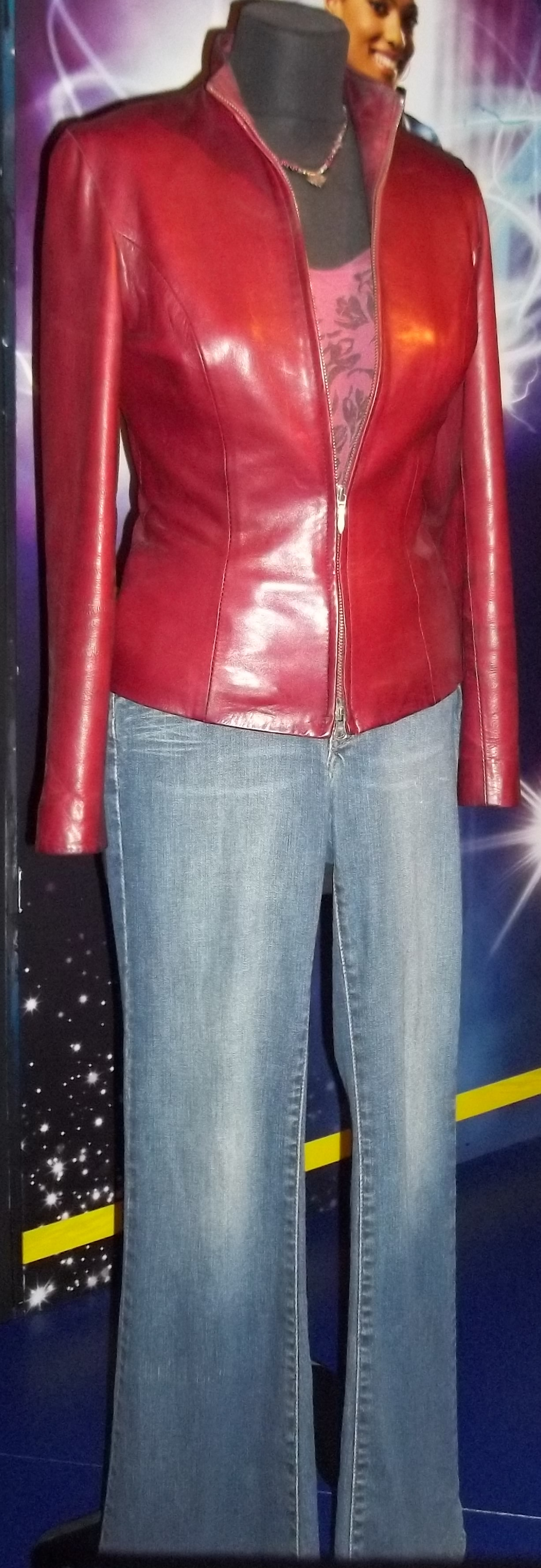
服装

アフリカ系の女性であり、医学生。初登場回では白衣を着用していたが、それ以外のエピソードでは私服として赤い革ジャンを着用していることが多い。
人間ジョン・スミスとして第一次世界大戦前の世界で生活するドクターをメイドとして支える、ハロルド・サクソンの支配体制を崩すためにタイムロードの生命活動を停止させる銃の素材を世界中を歩いて収集して回るといった献身的な行動が多く見られる。特にハロルド・サクソンに抵抗し続けた件に関してジャック・ハークネスから高く評価され、彼から深い信頼を受けている。また、敵であるソンターランが製造した自らのクローンに対して慈悲深い態度をとる様子もある。
10代目ドクターに対して恋心を抱いていたが、シリーズ3の10代目ドクターは先代コンパニオンであるローズ・タイラーを失った悲しみを引きずっていたため恋は成就せず、ドクターに想いは届かないとしてターディスから去った。

## 作中での行動

### シリーズ3
研修先のロイヤル・ホープ病院で10代目ドクターと出会う。宇宙警察ジュドゥーンにより病院施設が月へ転送される事件に巻き込まれる。プラズマヴォーレと呼ばれる吸血エイリアンを捜索するジュドゥーンに職員・患者がパニックを起こす中、地球外生物を全て処刑するジュドゥーンの足止めをするべく10代目ドクターにキスをされ（タイムロードの組織が唇に付着するためジュドゥーンの検査に人類でありながら引っかかる）、事態の収束に向けて奔走するドクターに恋心を抱く。
一度だけと念を押されてドクターとの旅に出かけるが、ダーレクとの遭遇や現代でのラザラス博士の陰謀を乗り越え、やがてドクターから認められコンパニオンとなる。しかしこの時のドクターはローズ・タイラーを失ったばかりであり、旅の最中にもふとローズのことばかり口にするドクターに不満を抱き、出会ったこともないローズに対して嫉妬心を抱きはじめる。かつて9代目ドクターと旅をしていたジャック・ハークネスと出会い、ドクターとジャックの会話でローズが言及されたことでさらに複雑な心境に追い込まれていく。
シリーズ3の黒幕であるハロルド・サクソンに家族を確保された際には怒りを露わにした。ドクターとジャックとともにハロルド・サクソンに立ち向かうが、2人はマスターの前に敗北を喫し、マーサはテレポートして逃亡する。ハロルド・サクソンを倒す武器を作るため、彼に支配された地球を旅し、1年をかけて武器を完成させる。直前で地上に降り立ったハロルド・サクソンの手に囚われるが、秘密裏に行っていた真の計画で彼の支配体制を崩した。事態を終息に導いた後、上記の理由でドクターの下を去り、彼に連絡用の携帯電話を預けた。

### シリーズ4以降
ターディスから降りた後にマーサはUNITに就職し、トム・ミリガンという男性と婚約した。シリーズ4で10代目ドクターのコンパニオンとなったドナ・ノーブルとはドクターの心配をよそにすぐに打ち解け、3人でともにターディスで旅もした。
マーサがドクターに預けた携帯電話はドクターと地球の主要な連絡手段となり、地球の窮地を救うこととなった。ダーレクの侵攻時には地球を爆破する核兵器の鍵である「オスタハーゲンの鍵」をUNITの上層部から託され、地球と引き換えにダーレクの計画を阻止する役目を担った。
ダーレクとの決戦が終結した後はパラレルワールドから戻ってきたミッキー・スミスと結婚し、ともにソンターランと戦っている中で再生間際の10代目ドクターと対面していた。

### その他の登場
11代目ドクターが死の間際に対話ユニットを起動した際、彼がマーサに罪悪感を抱いていることが明らかになった。12代目ドクターがサイバーマンに撃たれて昏睡状態に陥った際には他のコンパニオンとともにドクターに呼びかけ、彼が意識を取り戻すきっかけの1つとなった。
ドナ・ノーブルの過去が書き換えられた際には10代目ドクターがラクノスとの戦いで死亡したため、ジュドゥーンが病院を月へ転移させた一件でドクターの助けがなく、マーサは病院で命を落としている。
マーサは『ドクター・フー』のスピンオフドラマ『秘密情報部トーチウッド』にも登場しており、UNITの職員としてトーチウッド3に助力する彼女の姿が描かれている。時系列としてはダーレクの侵攻以前にあたる。製薬会社への潜入調査中に薬を飲まされてメイフライという地球外生物に寄生されるが、トーチウッドメンバーに救助された。このときトーチウッド3のメンバーであるオーウェン・ハーパーが死亡し、一時的に対象を蘇生させる復活グローブで蘇生を試みた結果、彼は一定時間を過ぎても心肺停止のまま活動可能な状態となった。彼の代わりにマーサがトーチウッド3で勤務する可能性も浮上したが、彼が職務に復帰するのを見届けて彼女はUNITへ戻っていった。

## 再登場
マーサはかつてUNITに勤務しており、シリーズ4でフリーランスになった旨のセリフがある。しかしながらUNIT勤務ではなくなっても、エイリアンとの戦いに身を捧げ地球にいるため、歴代コンパニオンでは本編への再登場が容易な部類に入る。しかしマーサは10代目ドクターの再生以降は本編に直接登場していない。マーサ・ジョーンズを演じるフリーマ・アジマンは50周年記念スペシャル『ドクターの日』への出演に関して当初肯定的な声明を発表していたものの、番組は変化しなくてはならないとし、後に出演を否定した。